# Mygon
A Mygon é uma start-up portuguesa que disponibiliza um website e uma aplicação móvel que oferece aos utilizadores descontos e promoções em diversos estabelecimentos comerciais, incluindo restaurantes, cabeleireiros, SPAs, ginásios e dentistas, entre outros. A plataforma também fornece informações adicionais sobre os estabelecimentos, como fotografias, opiniões de utilizadores epreçários.

## História
A Mygon nasceu no ano de 2012, com o objetivo de tapar as falhas identificadas no mercado das promoções e da publicidade online dos estabelecimentos comerciais de pequena e média dimensão. No final de 2015, a empresa entrou no mercado espanhol, começando na cidade de Madrid o seu processo de internacionalização.

## Serviços
A Mygon é um guia gratuito e uma plataforma online que oferece promoções, fotografias, opiniões de utilizadores, preçários dos estabelecimentos e a possibilidade de fazer reservas online . As reservas efetuadas através da Mygon não requerem a utilização de vouchers em papel ou pagamentos antecipados, sendo que os utilizadores da aplicação pagam diretamente no estabelecimento, no momento em que estão a usufruir do serviço ou experiência.

A aplicação funciona por georreferência, permitindo que os utilizadores visualizem ofertas em função da sua localização. Além disso, é também uma aplicação que se adapta e apresenta sugestões com base nos gostos e preferências dos utilizadores.